# Barletta
Denna artikel handlar om staden Barletta. Se också Barletta-Andria-Trani (provins).
Barletta är en stad och kommun i regionen Apulien i Italien. Sedan 2008 är Barletta en av tre huvudstäder i den nya provinsen Barletta-Andria-Trani. Barletta gränsar till kommunerna Andria, Canosa di Puglia, Margherita di Savoia, San Ferdinando di Puglia, Trani och Trinitapoli.